# Свиноуйсьце-Пшитур
Свиноуйсьце-Пшитур (пол. Świnoujście Przytór) — остановочный пункт в городе Свиноуйсьце (в районе Пшитур), в Западно-Поморском воеводстве Польши. Имеет 2 платформы и 2 пути.
Остановочный пункт построили вместе с железнодорожной линией Щецин — Свиноуйсьце в 1900 году, когда село Пшитур (нем. Pritter, Притер) было в составе Германской империи.